# Glomera uniflora
Glomera uniflora är en orkidéart som beskrevs av Johannes Jacobus Smith. Glomera uniflora ingår i släktet Glomera och familjen orkidéer. Inga underarter finns listade i Catalogue of Life.